# TAI Kaan
Kaan, zuvor TFX für Turkish Fighter Experimental, nennt sich ein Rüstungsprojekt für ein zweistrahliges Kampfflugzeug der 5. Generation, das Turkish Aerospace Industries (TAI) in Zusammenarbeit mit internationalen Partnern für die türkische Luftwaffe entwickelt. Am 1. Mai 2023 gab TAI beim Rollout bekannt, dass das Kampfflugzeug den Namen Kaan (türkisch für „Herrscher“) bekommt.

## Geschichte
Die Entscheidung der Türkei zur Entwicklung eines eigenen Kampfjets fiel im Dezember 2010. Daraufhin wurde im August 2011 TAI durch das türkische Verteidigungsministerium der Auftrag für eine Machbarkeitsstudie erteilt, die durch eine 40-köpfige Planungsgruppe in Zusammenarbeit mit Saab erstellt und im November 2011 vorgestellt wurde.
Im Januar 2017 wurde verlautbart, dass BAE Systems (British Aerospace Electronic Systems) Entwicklungspartner des Prototyps und Dassault Systèmes Softwarepartner sind. 2019 wurde ein Mock-Up auf der Pariser Luftfahrtschau gezeigt. Am selben Ort gab 2023 der Chef der TAI, Temel Kotil das Versprechen ab, dass das Flugzeug 2025 an der Luftfahrtschau in Paris fliegen werde. Die Entwicklung des Prototyps sollte 150 Mio. Dollar kosten. Der Erstflug des Prototyps wurde für Ende 2023 anvisiert und die Serienproduktion soll zwischen 2025 und 2030 anlaufen.
Die türkische Rüstungsindustrie basiert zum großen Teil auf ausländischen Entwürfen mit lokalen Modifikationen. So hat die Türkei jahrelang General Dynamics F-16 in Lizenz gebaut. Nach dem Kauf des russischen Boden-Luft-Raketensystems S-400 Triumf wurde die Türkei vom F-35-Programm ausgeschlossen. Der Ausschluss der Türkei hat zur Folge, dass das Land Kampfflugzeuges der 5. Generation im nächsten Jahrzehnt oder noch länger nicht besitzen wird und einsetzen kann.
Im Sommer 2023 wurde berichtet, die Türkei versuche befreundete Nationen als Partner für das Programm zu gewinnen. Aserbaidschan unterzeichnete Ende Juli 2023 eine Vereinbarung und wird das Projekt voraussichtlich finanziell und mit einigen Fachkräften unterstützen. Im Falle Pakistans dürfte das amerikanische Triebwerk einen möglichen Export verhindern. Indonesien bestellte im Juni 2025 zunächst 48 Kaan mit dem türkischen Triebwerk mit Auslieferung bis 2034. 12 Optionen wurden ebenfalls vorgemerkt. Bei der Bestellung gebe es noch technische Anforderungen zu klären trotz des bereits getroffenen Entscheids für das Flugzeug.
Im Juli wurde der Handel ohne Zeitangaben besiegelt.
Die ersten 10 Serienflugzeuge sollen bis in das Jahr 2029 an die türkischen Luftstreitkräfte ausgeliefert werden. Diese erste Serie für die Türkei wird mit amerikanischen Triebwerken fliegen.

## Entwicklungsgeschichte
Am 18. März 2023 wurde das erste Konzeptflugzeug ("Demonstrator") der Öffentlichkeit präsentiert. Es flog am 21. Februar 2024 erstmals.
Der zweite Flug des Konzeptflugzeuges P0 erfolgte im Mai 2024 und dauerte erneut rund 14 Minuten.
Das erste Versuchsflugzeug flog nur sporadisch. Ursprünglich war es sogar nur für die Bodenerprobung vorgesehen.
Für Mitte 2024 wurde ursprünglich die Fertigstellung eines zweiten Flugzeuges angekündigt. Für dieses zweite Flugzeug sollte auch das Radar fertig werden und der Rumpf werde überarbeitet und womöglich kürzer. Es sollte laut Angaben im 2024 drei Prototypen geben, der Erstflug des zweiten Prototyps hätte 2025 erfolgen sollen.
Im 2025 wurde dann gemeldet, 2 neue Prototypen sollten ab 2026 für die Flugtests des endgültigen Kampfflugzeugs Kaan eingesetzt werden und eine weitere Zelle statischen Versuchen dienen. Die folgenden Prototypen 4–6 würden die geforderte Avionik erhalten. Der erste Prototyp in der angepassten Form nach dem Konzeptflugzeug von 2024 sollte im Frühjahr 2026 erstmals fliegen. Insgesamt 6 Flugzeuge würden so für die Erprobung gebaut.

## Triebwerk
Für die Prototypen und bis zum zwanzigsten Flugzeug nutzt TAI das General Electric F110-GE-129-Triebwerk.
Die Türkei will alle Rechte am Triebwerk, die erste Ausschreibung wurde abgebrochen. Die Hersteller schlugen Kooperationen vor: Eurojet Turbo mit Aselsan, Rolls-Royce mit Kale Group oder Iwtschenko Progress mit Tusas.
Im Mai 2025 wurden erste Bilder und technische Daten der eigenentwickelten TF35000-Turbine veröffentlicht. Diese Daten kamen von TUSAŞ (TAI).